# 310
310 (CCCX) fue un año común comenzado en domingo del calendario juliano, en vigor en aquella fecha.
En el Imperio romano, el año fue nombrado como el del consulado de Andrónico y Probo, o menos comúnmente, como el 1063 Ab Urbe condita, adquiriendo su denominación como 310 a principios de la Edad Media, al establecerse el anno Domini.

## Acontecimientos
- Tras la muerte de Maximiano, que es condenado a suicidarse por Constantino, Licinio es nombrado coemperador del Imperio romano.[1]
- Coronación del Emperador Nintoku, Emperador de Japón.

## Fallecimientos
- Maximiano, emperador romano.
- 3 de enero (del 303 al 310): Clemente de Ankara, obispo y mártir cristiano turco (n. 250).
- 5 de noviembre (del 303 al 310): Agatángelo, exmilitar romano y mártir cristiano turco (n. 253).